# Jacqueline Saburido
Jacqueline Saburido (Caracas, 1978. december 20. – Guatemalaváros, 2019. április 20.) venezuelai aktivista, egy tragikus autóbaleset áldozata és túlélője, aki nyilvánosságra hozta arcának eltorzulását, hogy bemutassa az ittas vezetés lehetséges következményeit.

## Előzmények
Rosalia és Amadeo Saburido egyetlen gyermeke volt, és Caracasban nőtt fel. A szülei válása után apjához került, és mérnöknek tanult, hogy később átvehesse a családi légkondicionáló vállalkozást. 1999-ben Jackie félbehagyva tanulmányait úgy döntött, hogy Texasba megy angolt tanulni.

## A baleset
1999. szeptember 19-én a texasi Austinban volt egy születésnapi partin. Ő és a barátai (Laura Guerrero, Johan Daal és Johanna Gil), egy osztálytársukkal, Natalia Chpytchak Bennett-tel indultak haza. Reginald Stephey, egy 18 éves főiskolás is hazafelé tartott, a barátaival történő italozás után. Austin határában Stephey 1996-os GMC Yukon gépkocsija belecsapódott Natalia 1990-es Oldsmobile-jába, amiben Saburido és a többiek is ültek. Laura és Natalia azonnal meghaltak. Johanna és Johan megsérültek, de az állapotuk nem volt súlyos. Jackie lábai beszorultak az összegyűrődött műszerfal alá, és az autó kigyulladt. Két mentő, John McIntosh és Bryan Fitzpatrick véletlenül pont arra járt, amikor Stephey leintette őket. A lángok több méter magasra csaptak, amikor a mentők megérkeztek. McIntosh eloltotta azt a tűzoltókészülékével, és hozzáfogtak az utasok kiszedéséhez.
Jackie bennragadt, és a tűz újra fellángolt. McIntosh és Fitzpatrick hátrálni kezdett, és Jackie körülbelül 45 másodpercig a kocsit beborító lángok között ragadt. Nem sokkal később megérkezett egy tűzoltóautó, és eloltotta a tüzet, csak ezután lehetett Jackie-t kiszabadítani. Helikopterrel rögtön Galvestonba, a kórház égési osztályára vitték .
Testének több mint 60%-a megégett, ezek főleg harmadfokú égések voltak. Az orvosok nem adtak neki esélyt a túlélésre, de mindent beleadtak. A sérülései súlyosságából kifolyólag az összes ujját amputálni kellett. Elvesztette a haját, a füleit, az orrát, az ajkát, a szemöldökét, és a látása nagy részét. Az ütközés óta több mint 50 műtéten esett át, többek között olyan szemműtéteken, amik lehetővé tették, hogy újra lásson.

## Következmények
2001 júniusában Reginald Stephey-t kétszer hét év letöltendő börtönbüntetésre és 20 ezer dolláros bírságra büntették. A fellebbezésnek nem volt helye.
Jackie eldöntötte, hogy az életét mások segítésének szenteli. Engedélyezte, hogy a baleset utáni fényképeit megjelentessék posztereken, a TV-ben, reklámokban, és az interneten, bemutatva, hogy mit okozhat a részegen vezetés. Legtöbben egy képről ismerik, amin az eldeformálódott arca alatt ez a szöveg látható: "Ez vagyok én, miután egy részeg vezető nekünk jött."